# Közönséges bojtorjánsaláta
A közönséges bojtorjánsaláta vagy egyszerűen bojtorjánsaláta (Lapsana communis) az őszirózsafélék növénycsaládjának Katángrokonúak nemzetségcsoportjába tartozó Lapsana nemzetség egyetlen faja – a korábban ide sorolt négy kelet-ázsiai fajt az új Lapsanastrum génuszba helyezték át, mivel velük együtt a Lapsana polifiletikus volt. Európa nagy részén és Észak-Ázsiában őshonos, sokfelé pedig inváziós fajként terjedt el (Észak-Amerika, Chile, Új-Zéland, Ausztrália). Magyarországon gyakori, félárnyékos, bolygatott területeken, nyílt erdőkben, kertekben található meg.

## Alfajok
Hat alfaja ismeretes:
- Lapsana communis subsp. communis. Európa nagy részén, kivéve délkeleten. Egyéves.
- Lapsana communis subsp. adenophora (Boiss.) Rech.f. Délkelet-Európa
- Lapsana communis subsp. alpina (Boiss. & Balansa) P.D.Sell. Krím-félsziget.
- Lapsana communis subsp. grandiflora (M. Bieb.) P.D.Sell. Délnyugat-Ázsia.
- Lapsana communis subsp. intermedia (M. Bieb.) Hayek. Délnyugat-Ázsia, Délkelet-Európa. Évelő.
- Lapsana communis subsp. pisidica (Boiss. & Heldr.) Rech.f. Görögország.

## Jellemzése

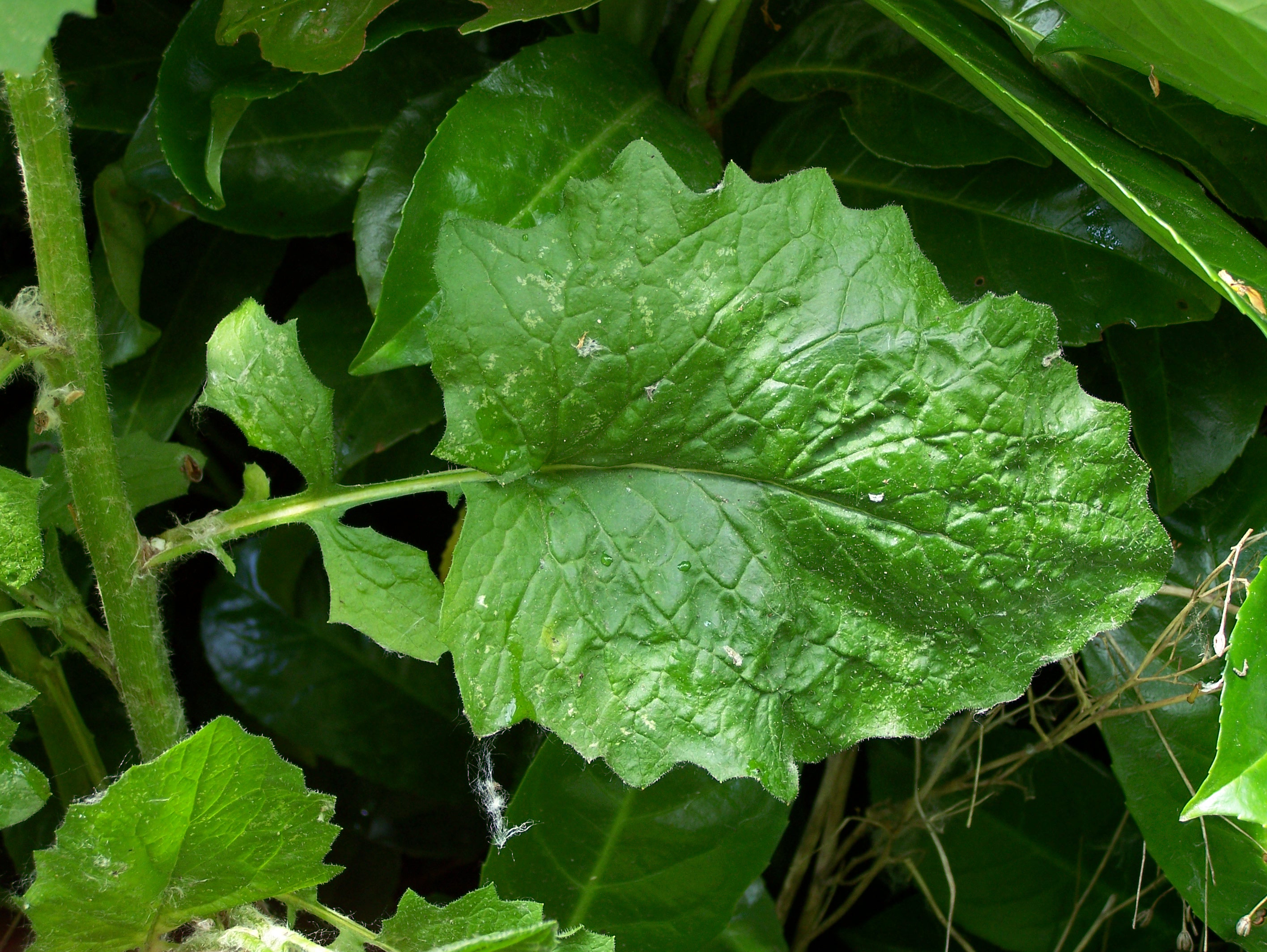
Bojtorjánsaláta alsó levele

A bojtorjánsaláta lágyszárú, egy- vagy kétéves növény. 30–100 cm magasra megnőhet (a tipikus 50 cm), szára felálló, elágazó, tejnedvet nem tartalmaz. Levelei szórt levélállásúak, a tőlevelek általában épek, tojásdadok, a középső levelek tagolatlanok, ép széllel vagy karéjos fogakkal, a felsők keskeny-lándzsásak, finoman fűrészeltek. Június-augusztusban virágzik. Az 1–2 cm átmérőjű virágfészkeket 8-15 világossárga nyelves virág alkotja, a szár csúcsán laza bogas virágzatban. A virágok csak napfényes időben nyílnak ki, a délelőtti órákban  6-11 óra között, délutánra már becsukódnak. A zigomorf nyelves virágok vége csipkézett, öt fogacskában végződik. A virágokat méhek és zengőlégyfélék látogatják, de az önbeporzás is lehetséges. A húszmagvú kaszattermés nem bóbitás. Terjesztése a szél által és állati úton (hangyák) egyaránt történik.

## Élőhelyei
A Magyarországon előforduló növénytársulások közül a következőkben állapították meg a bojtorjánsaláta megjelenését: félszáraz és üde erdei gyomvegetáció, galaj-kányazsombor társulások, gólyaorr-füzike társulások, zsidócseresznyés erdőszegély.

## Felhasználása
Fiatal (április-júniusban szedett) hajtásait már az ókori Rómában is fogyasztották; felhasználhatók salátákban vagy a spenótfőzelékhez hasonlóan is elkészíthető. Mivel ki nem nyílt virágai mellbimbóra emlékeztetnek, a szignatúratan alapján mellfekély ellen használták.
Gyógynövényként hashajtó, vízhajtó, hatásos cukorbetegség ellen.

## Hasonló fajok
A vékony zörgőfű (Crepis capillaris) levelei dárdásak, a külső nyelves virágok fonákja pirosan csíkozott.

## Fordítás
- Ez a szócikk részben vagy egészben a Lapsana című angol Wikipédia-szócikk ezen változatának fordításán alapul.  Az eredeti cikk szerkesztőit annak laptörténete sorolja fel. Ez a jelzés csupán a megfogalmazás eredetét és a szerzői jogokat jelzi, nem szolgál a cikkben szereplő információk forrásmegjelöléseként.
- Ez a szócikk részben vagy egészben a Gemeiner Rainkohl című német Wikipédia-szócikk ezen változatának fordításán alapul.  Az eredeti cikk szerkesztőit annak laptörténete sorolja fel. Ez a jelzés csupán a megfogalmazás eredetét és a szerzői jogokat jelzi, nem szolgál a cikkben szereplő információk forrásmegjelöléseként.